# Ben Rowe
Pour les articles homonymes, voir Rowe.
Ben Rowe est un pilote automobile de stock-car né le 7 mai 1975 à Turner, Maine, aux États-Unis. Il est le fils d’un autre pilote automobile très populaire en Nouvelle-Angleterre, Mike Rowe.

## Les débuts
Il débute en 1991 à la piste Oxford Plains Speedway. Dès l’année suivante, il est sacré champion de la catégorie Compact à l’âge de 17 ans. En 1995, à 20 ans, il est champion de la catégorie LMS, toujours à Oxford Plains Speedway.
En 1998 et 1999, il roule surtout dans la série NASCAR Busch North (aujourd’hui connue sous le nom NASCAR K&N Pro Series East). En 2000, il est champion des séries NEPSA (Northeast Pro Stock Association) et IPSC (International Pro Stock Challenge). C’est le début d’une décennie à cumuler les succès, principalement au volant de voitures pro stock.

## Pro All Star Series
De 2001 à 2012, il prend le départ de toutes les courses de la série PASS North, remportant 38 victoires et 140 top 10 en 167 départs. En 2003, il établit le record de victoires en une saison avec huit en 15 départs. Il est sacré champion de la série à trois occasions en 2002, 2003 et 2005. 
À partir de 2006, il commence à participer aussi à des épreuves de la série PASS South. Il signe sa première victoire dans le sud en 2007 à Concord Speedway en Caroline du Nord. En 2009, il prend le départ de toutes les courses des séries nord et sud de PASS et remporte le championnat du sud grâce à quatre victoires en 14 départs et termine deuxième dans le nord grâce à deux victoires en 13 départs. À la conclusion de la saison 2014, il aura récolté 46 victoires en 238 départs dans les deux séries.

## American Canadian Tour
Parallèlement à ses activités dans les séries PASS, il pilote aussi de façon sporadique dans l’ACT Tour. En 2006, il remporte quatre courses en huit départs, dont trois consécutives à White Mountain Motorsports Park au New Hampshire, à Sanair Super Speedway au Québec et à Lee USA Speedway, aussi au New Hampshire.

## Autres faits saillants
- 2 fois vainqueur du Oxford 250 à Oxford Plains Speedway en 2003 et 2004.
- 1 victoire en PASS Modified Series en 2004 à White Mountain Motorsports Park
- 1 victoire dans la série Maritime Pro Stock Tour à Scotia Speedworld près de Halifax en Nouvelle-Écosse en 2011.